# Walls (Mississippi)
Pour les articles homonymes, voir Walls.
Walls est une ville américaine située dans le comté de DeSoto, dans le Mississippi. Selon le recensement de 2020, sa population est de 1 351 habitants.